# Sindrome da ancoraggio midollare
Per sindrome da ancoraggio midollare si intende il disrafismo spinale occulto da difetto di induzione dorsale. Qui il processo embriologico principale si accelera anticipando, nella formazione dell'encefalo e del midollo spinale.

## Eziologia
Quando vi è in corso la neurulazione secondaria il tubo neurale va incontro ad atrofizzazione, portando ad un aumento dei residui ventrali che si trasmutano in filum terminale; esso cresce in sintonia con la colonna vertebrale così come le radici nervose che si allungano.
L'ancoraggio  si verifica nel caso in cui il midollo sacrale primitivo non si avvii in un processo degenerativo o se il filum terminale e le radici nervose non si allungano.

## Sintomatologia

### Sintomi in bambini
Gli elementi caratteristici della sindrome, che possono manifestarsi nei bambini sono:
difetti sensitivo-motori statici, deformità dei piedi o della colonna vertebrale e alterazioni cutanee nella regione lombosacrale, emangiomi. L'eventuale dolore avvertito dal paziente non è indice della sindrome.

### Sintomi in adulti
I segni della sindrome che influenzano gli adulti sono:
Interessamento dei primi due motoneurone, vi si riscontrano difetti di deambulazione, vescica spastica o con riduzione della capacità.

## Terapie
Nei bambini un intervento chirurgico viene raccomandato per prevenire un eventuale deterioramento neurologico.   .